# Koritarica (Kokra)
Koritarica je gorski potok, ki izvira ob vzhodnih pobočjih gore Mali Grintavec (1813 m) in se pri zaselku Spodnje Fužine kot desni pritok izliva v reko Kokro.